# Dielmissen
Dielmissen es un pueblo ubicado en la comunidad administrativa de Holzminden en el estado de Baja Sajonia, Alemania.

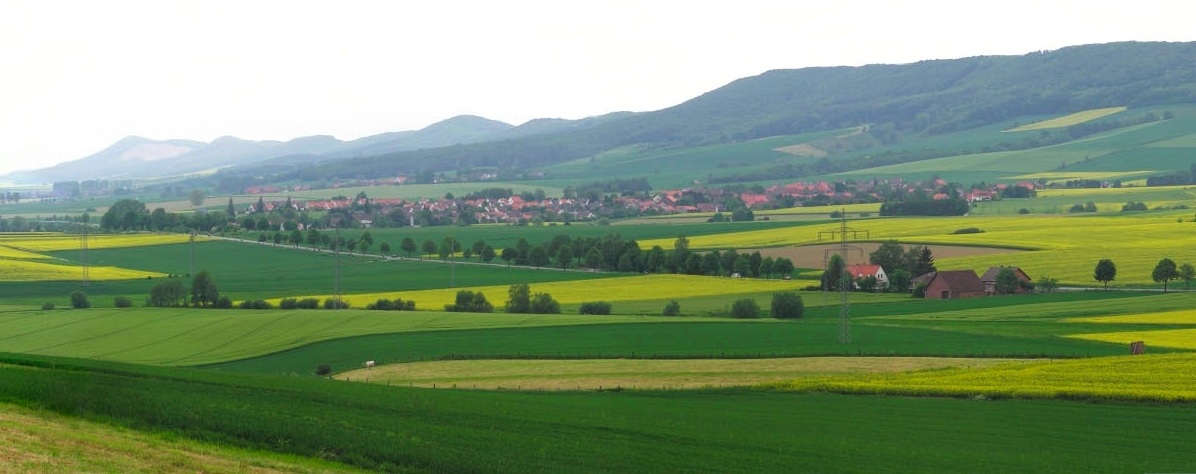
Vista de Dielmissen, 2004

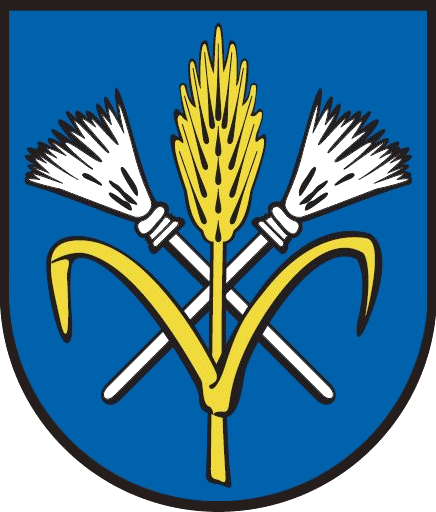
Escudo de armas de Dielmissen

## Origen y significado
El nombre de este pueblo fue documentado por primera vez el 23 de agosto de 1151. Su creación se la atribuye a tribus sajonas asentadas en esta zona alrededor del año 800 d. C.
El significado de este nombre es la casa de Thiadhelm o Thiadhelmes-husen en antiguo sajón.
El nombre de este pueblo ha variado a lo largo de los años documentándose entre otros nombres:

- 1151 Thiedelmissen
- 1304 Dedelmissen
- 1385 Dydelmissen
- 1539 Digermessen
- 1547 Diermissen
- 1558 Delmissen
- 1568 Diermissen
- 1572 Dirmissen
- 1757 Diedelmissen
- 1768 Dielmissen

## Geografía
Dielmissen está ubicado en la parte sur de Baja Sajonia muy cerca del río Weser y entre los montes Ith y Vogler. Limita al este y al sur con Lüerdissen, al oeste con Kirchbrak y al norte con Halle.

Dielmissen en Holzminden.

## Actualidad
Hasta 1946 perteneció Dielmissen a la Ciudad libre de Braunschweig y a partir de entonces está ligada administrativamente a la Ciudad de Hannover. En la actualidad viven cerca de 800 habitantes en este pueblo. En esta zona se ha hablado siempre cierto dialecto del Bajo alemán (Niederdeutsch) conocido como Ostfälisch, descendiente del antiguo sajón.
En la actualidad se encuentra el Apellido Diermissen originario de este pueblo bien distribuido por países como Costa Rica, El Salvador, Canadá, USA y Alemania.